# John Wayles Eppes
John Wayles Eppes (condado de Chesterfield, Virginia; 19 de abril de 1773-condado de Buckingham, 13 de julio de 1823) fue un político y abogado estadounidense que representó al estado de Virginia tanto en el Senado como en la Cámara de Representantes de los Estados Unidos. Miembro del Partido Demócrata-Republicano, se casó con Mary Jefferson en 1797, hija del entonces vicepresidente Thomas Jefferson.
Presidió dos veces el Comité de Medios y Arbitrios de la Cámara, de 1809 a 1811, y de 1813 a 1815; y se desempeñó como presidente del Comité de Finanzas del Senado durante los últimos meses del 15.º Congreso (1817-1819). Previo a su servicio en el Congreso, ejerció la abogacía en Richmond y fue elegido para la Cámara de Delegados de Virginia, en donde ejerció entre 1801 y 1803.

## Biografía
Nació en la casa histórica de Eppington (condado de Chesterfield, Virginia), el 19 de abril de 1773. Hijo del futuro miembro de la Cámara de Delegados estatal Francis Eppes, y de su esposa Elizabeth Wayles; estudió matemática, ciencia y derecho bajo la supervisión de Thomas Jefferson —quien era esposo de Martha Jefferson, media hermana de Wayles—, hasta que entró y se graduó en Hampden-Sydney College en 1786. También asistió a la Universidad de Pensilvania, en Filadelfia.
Continuó estudiando derecho en William & Mary y se unió a un bufete de abogados en 1794, donde empezó a ejercer la materia. En mayo de 1797, fue elegido como juez de paz del condado de Chesterfield; y cinco meses después, el 13 de octubre, contrajo matrimonio con la hija de Jefferson, Mary, con quien tuvo tres hijos (dos mujeres y un varón). Mary falleció el 17 de abril de 1804 debido a ciertas complicaciones de su último parto: el de su hijo Francis en 1801, quien de hecho, fue el único hijo de la pareja que sobrevivió a la infancia.
En 1801, fue elegido para representar al condado de Chesterfield en la Cámara de Delegados de Virginia, donde participó en el Comité de Tribunales de Justicia y en el Comité de Privilegios y Elecciones. Dejó el cargo en 1803, cuando consiguió un escaño en la Cámara de Representantes de los Estados Unidos. En las elecciones de 1810, fue derrotado por el plantador y político John Randolph, aunque recuperó la posición dos años después gracias a su apoyo a la guerra de 1812. Sirvió solo un mandato, cuando volvió a perder ante Randolph en 1814. En estos dos últimos años, presidió el Comité de Medios y Arbitrios por segunda vez, siendo la primera entre 1809 y 1811.
Se casó con Martha Burke Jones el 15 de abril de 1809 en Halifax, Carolina del Norte; y juntos tuvieron seis hijos. En 1815, la Asamblea General de Virginia lo escogió para representar al estado en el Senado de los Estados Unidos, pero rechazó la oportunidad. Sin embargo, cuando la Asamblea lo eligió nuevamente —esta vez, sin tanto apoyo— al año siguiente, accedió a asumir el cargo. Ejerció solo por dos años entre 1817 y 1819, cuando renunció por el estado de su salud. Durante sus últimos años, sufrió de gota, dolores de cabeza y reumatismo. Falleció en Millbrook (Curdsville, Virginia) —una propiedad que adquirió en 1807—, el 13 de septiembre de 1823.